# 72nd Anniversary Stadium (Min Buri)
Das 72nd Anniversary Stadium (Min Buri) (Thai สนามกีฬาเฉลิมพระเกียรติ 72 พรรษา มีนบุรี), auch bekannt als Chalerm Phrakiat Min Buri Stadium, ist ein Mehrzweckstadion im Bezirk Min Buri in der thailändischen Hauptstadt Bangkok.
Das 1999 erbaute, 10.000 Zuschauer fassende Stadion war bis 2019 das Heimstadion des thailändischen Zweitligisten Thai Honda Football Club. Das Stadion wurde zur Feier des 72. Geburtstags von König Bhumibol Adulyadej erbaut und hat nur zwei Tribünen (Haupttribüne und Gegengerade), von denen nur die Haupttribüne überdacht ist. Hinter den Toren befinden sich keine Zuschauerränge. Eigentümer und Betreiber des Stadions ist die Bangkok Metropolitan Administration.

## Nutzer des Stadions
| Verein                      | Zeitraum der Nutzung |
| --------------------------- | -------------------- |
| BEC Tero Sasana FC          | 2012 bis 2016        |
| Thai Honda FC               | 2007 bis 2011        |
| Thai Honda Ladkrabang FC    | 2015 bis 2019        |
| Bangkok FC                  | 2007/2009            |
| Kasem Bundit University FC  | 2010/2011            |
| North Bangkok University FC | 2010                 |
| Samut Prakan FC             | 2012                 |
| Air Force Robinson FC       | 2010                 |
| Siam FC                     | 2021 bis             |